# Русский мост

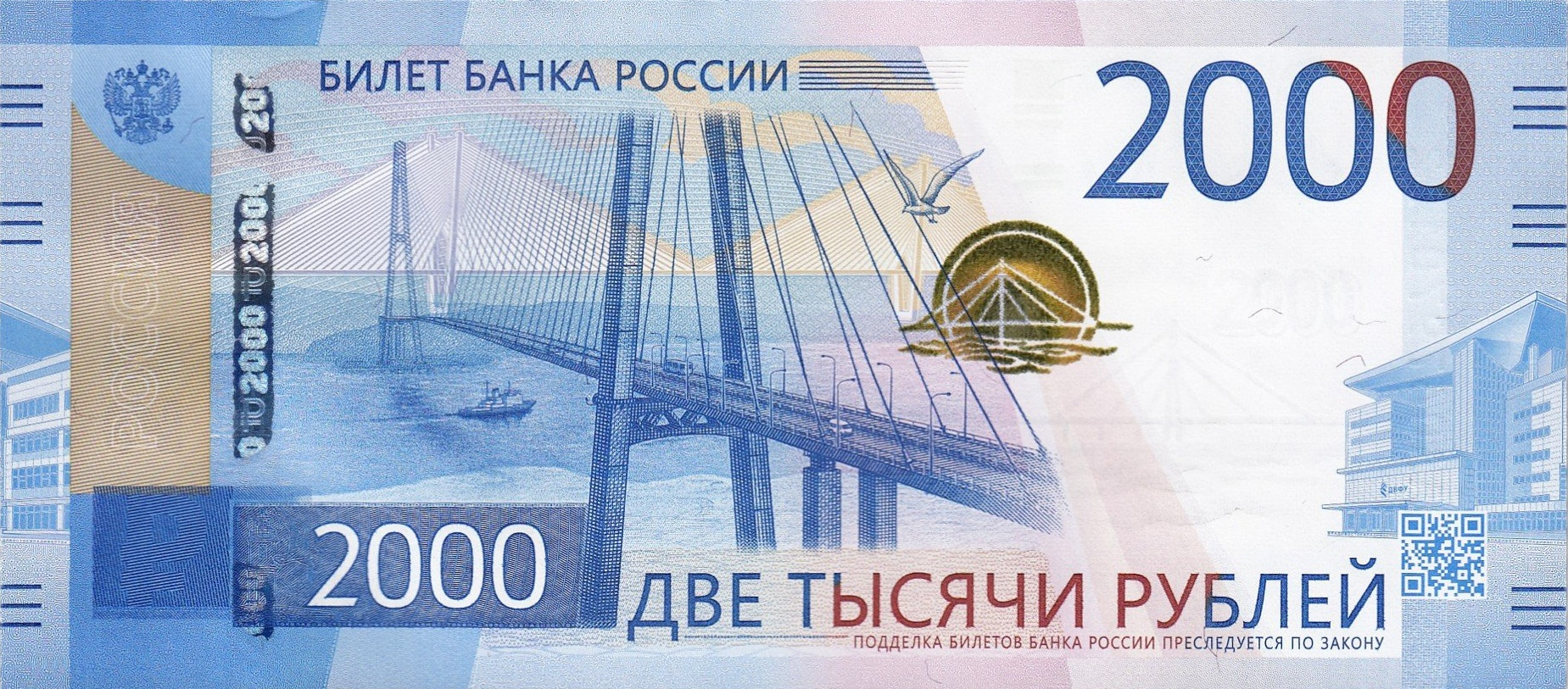
Русский мост на лицевой стороне российской купюры номиналом 2000 рублей

Русский мост — вантовый мост, построенный во Владивостоке через пролив Босфор Восточный, соединяет полуостров Назимова с мысом Новосильского на острове Русском. Строительство моста было начато 3 сентября 2008 года в рамках программы подготовки города к проведению саммита АТЭС в 2012 году. Шестой по высоте мост в мире, высота составляет 324 метра. Мост имеет самый длинный в мире пролёт среди вантовых мостов длиной 1104 метра.
Министр транспорта России Игорь Левитин охарактеризовал мост на остров Русский как самый уникальный и сложный объект не только в рамках подготовки к саммиту АТЭС, но и во всей практике мостостроения в России и в мире.
Генеральный проектировщик — «НПО Мостовик». Генеральный подрядчик строительства — «УСК МОСТ» (с октября 2021 года АО «БТС-МОСТ»), субподрядчики строительства — «СК Мост», «НПО Мостовик». Ванты для моста изготовлены французской компанией Freyssinet (Фрейссине Интернасьональ энд Компани). Проект архитектурной подсветки, функциональное освещение и электроснабжение мостового перехода реализованы светотехнической компанией «МТ Электро». Строительный контроль осуществлял Институт «Стройпроект».
Мост изображён на новой российской купюре номиналом 2000 рублей, выпущенной Банком России 12 октября 2017 года.

## История проекта
Задача по строительству моста на остров Русский была поставлена ещё в первой половине XX века. Первый проект был выполнен в 1939 году, второй — в 1960-е годы. Ни тот (вероятно, из-за Второй мировой войны), ни другой проект так и не был осуществлён. В начале октября 2007 года НПО «Мостовик» выиграло тендер на проектирование мостового перехода на остров Русский. Главным партнёром объединения в выполнении проектных работ стала крупнейшая российская проектная организация ЗАО «Институт Гипростроймост Санкт-Петербург»; к работе также был привлечён ряд российских и зарубежных научных компаний. В их числе Cowi A/S (Дания), «Приморгражданпроект», «Примортисиз», ОАО «ДНИИМФ», НПО «Гидротекс» и другие. Разработка обошлась в 643 млн рублей и была завершена менее чем за шесть месяцев в марте 2008 года. В ходе работы было рассмотрено более 10 различных вариантов мостового перехода, среди которых были проекты как вантовых, так и висячих мостов.
В мае 2008 года предложенный проект вантового моста был одобрен ФГУ «Главгосэкспертиза России» и рекомендован к утверждению заказчиком — администрацией Приморского края. Генеральный подрядчик строительства — ОАО «УСК Мост» — минуя процедуру тендера, был определён 31 августа 2008 года указом Президента РФ № 1277. Общая сумма контракта составила 32,2 млрд рублей. Основными субподрядчиками стали ОАО «СК МОСТ» и ООО НПО «Мостовик». Сдача объекта состоялась 2 июля 2012 года. Гл. инженер проекта — В. М. Курепин.
В 2005 году администрация Приморского края разработала инвестиционный проект «Развитие острова Русский». По проекту на острове планировалось разместить комплекс производств в сфере био- и информационных технологий, университетский комплекс мирового уровня, межрегиональный медицинский центр. Также программой было предусмотрено строительство спортивно-рекреационных, музейных и гостиничных комплексов, жилого фонда. Как отмечает ИТАР-ТАСС, в перспективе именно Русский остров должен стать точкой роста для всего Дальневосточного региона, крупным центром международного сотрудничества со странами Азиатско-Тихоокеанского региона.
В 2012 году на Русском острове прошёл саммит организации Азиатско-Тихоокеанского экономического сотрудничества (АТЭС). В рамках подготовки к проведению саммита на острове было развёрнуто крупное строительство. Согласно проекту на земельном участке площадью 2,8 тысячи гектаров должны быть возведены крупный международный деловой центр, несколько гостиниц, океанариум и Тихоокеанский научно-образовательный центр, в состав которого войдут несколько научно-исследовательских институтов РАН.
Постановлением Правительства от 31 марта 2010 на территории Русского острова была создана туристско-рекреационная особая экономическая зона.
После сильного ледяного шторма 21 ноября 2020 года ванты моста обледенели, оторвалась декоративная оболочка на центральной 15-й юго-восточной ванте. После обледенения, в связи с активным падением льда на дорогу, движение по мосту закрыли до 30 ноября, а затем и до 21 декабря. Вскоре после обледенения мост начала вручную очищать бригада альпинистов. Информационное агентство «Интерфакс» отметило, что Русский мост стал первым в мире вантовым мостом, столкнувшимся с обледенением вант. В связи с закрытием моста усложнилось сообщение с островом Русский — на период обледенения моста связь с материком поддерживалась посредством паромов. Окончательно движение по мосту было открыто 6 декабря с 17:00 владивостокского времени. По результатам работы 60 альпинистов с моста было удалено 2,3 тысячи тонн ледяных отложений, очищено 11000 м² поверхности пилонов.

## Параметры моста
- Общий вес главной металлической балки жёсткости руслового пролёта: 23 000 т.
- Общая длина моста: 1885,53 м.
- Общая протяжённость с эстакадами: 2803, 24 м.
- Схема моста: 60+72+3×84+1104+3×84+72+60 м.
- Длина центрального руслового пролёта: 1104 м.
- Ширина моста: 29,5 м.
- Общая ширина проезжей части: 21 м.
- Число полос движения: 4 (2 в каждую сторону).
- Подмостовый габарит: 70 м.
- Количество пилонов: 2.
- Высота пилонов: 324 м.
- Самая длинная/короткая ванта: 579,83/135,77 м.
- Расхождение осей пилонов на их вершинах из-за радиуса земли: 56 мм.

## Экономическое значение
В настоящее время мост может эксплуатироваться для доступа к зданию Дальневосточного федерального университета, а также для доступа спецтехники и персонала к строительству новых объектов.
По мосту проходят маршруты городских автобусов. Время хода автобуса от главной пересадочной остановки в центре Владивостока (ТЦ Изумруд) до ДВФУ: 50 минут.

## Галерея

Строительство моста
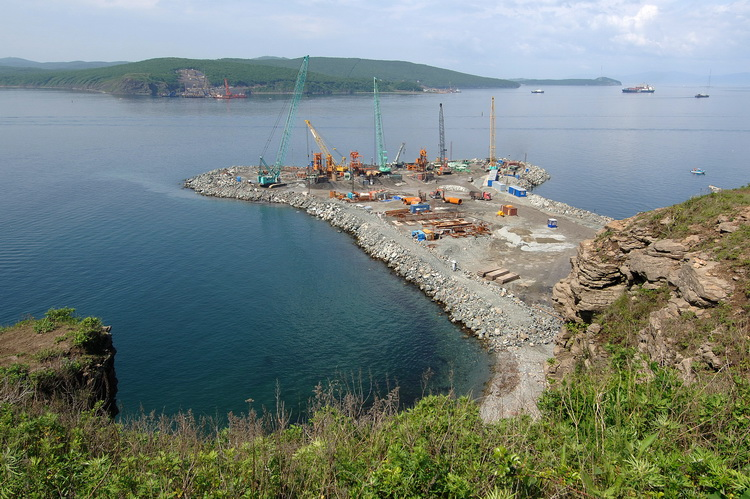
Июнь 2009
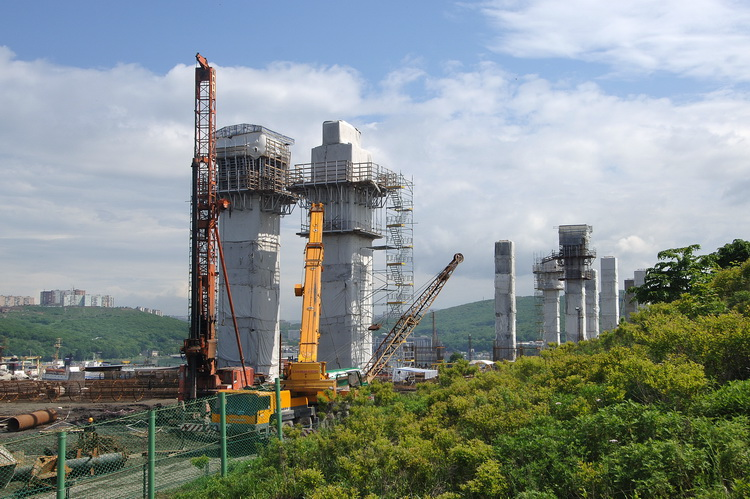
Июнь 2009
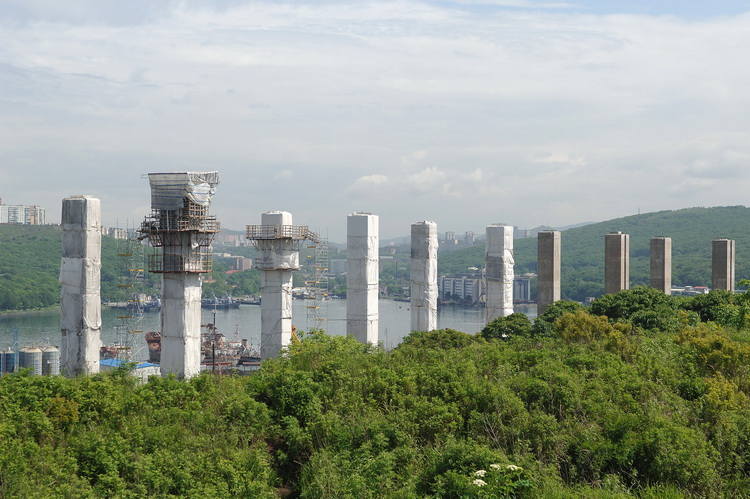
Июнь 2009
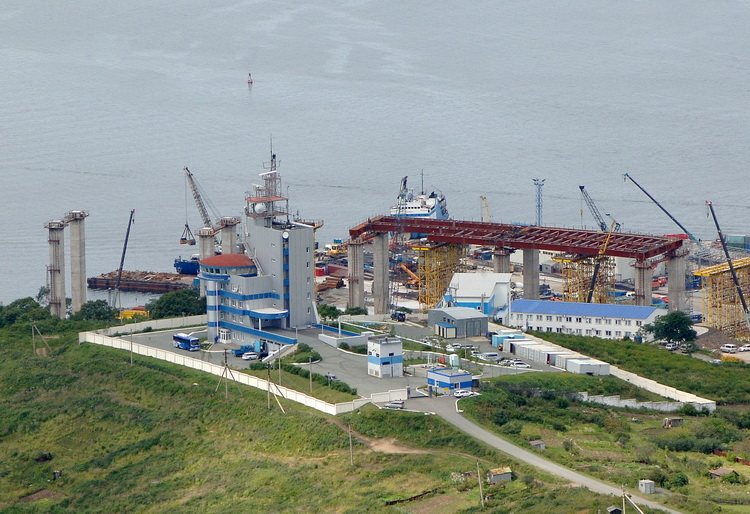
Сентябрь 2009
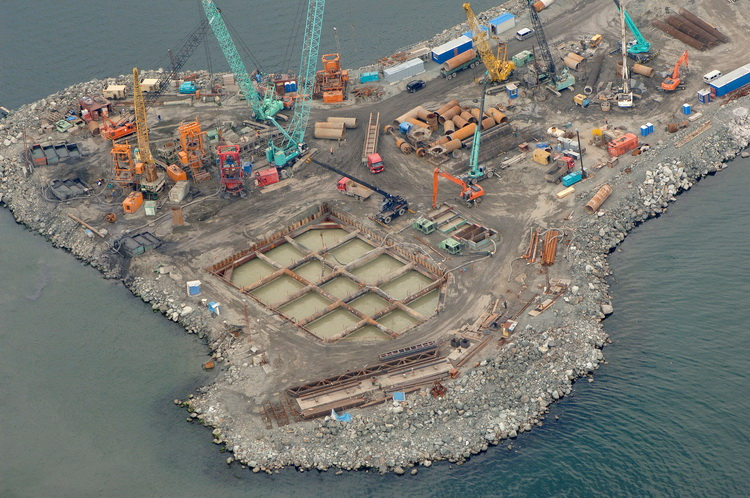
Сентябрь 2009
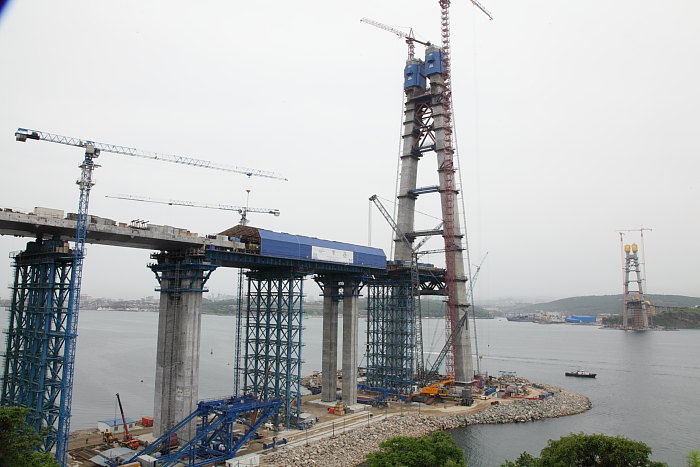
Июль 2011
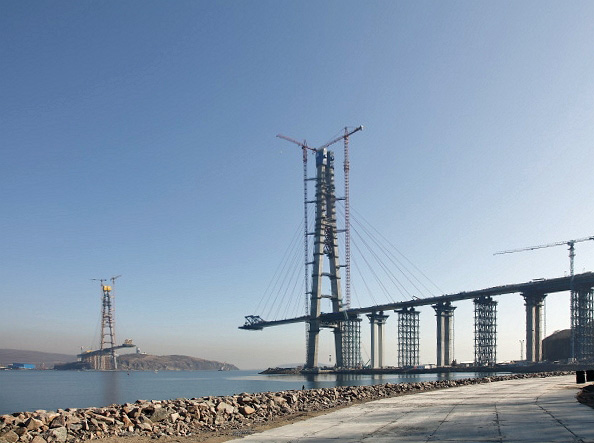
Ноябрь 2011
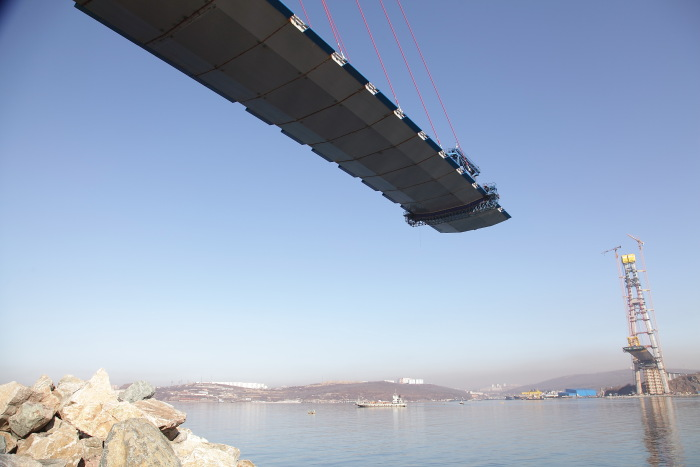
Ноябрь 2011
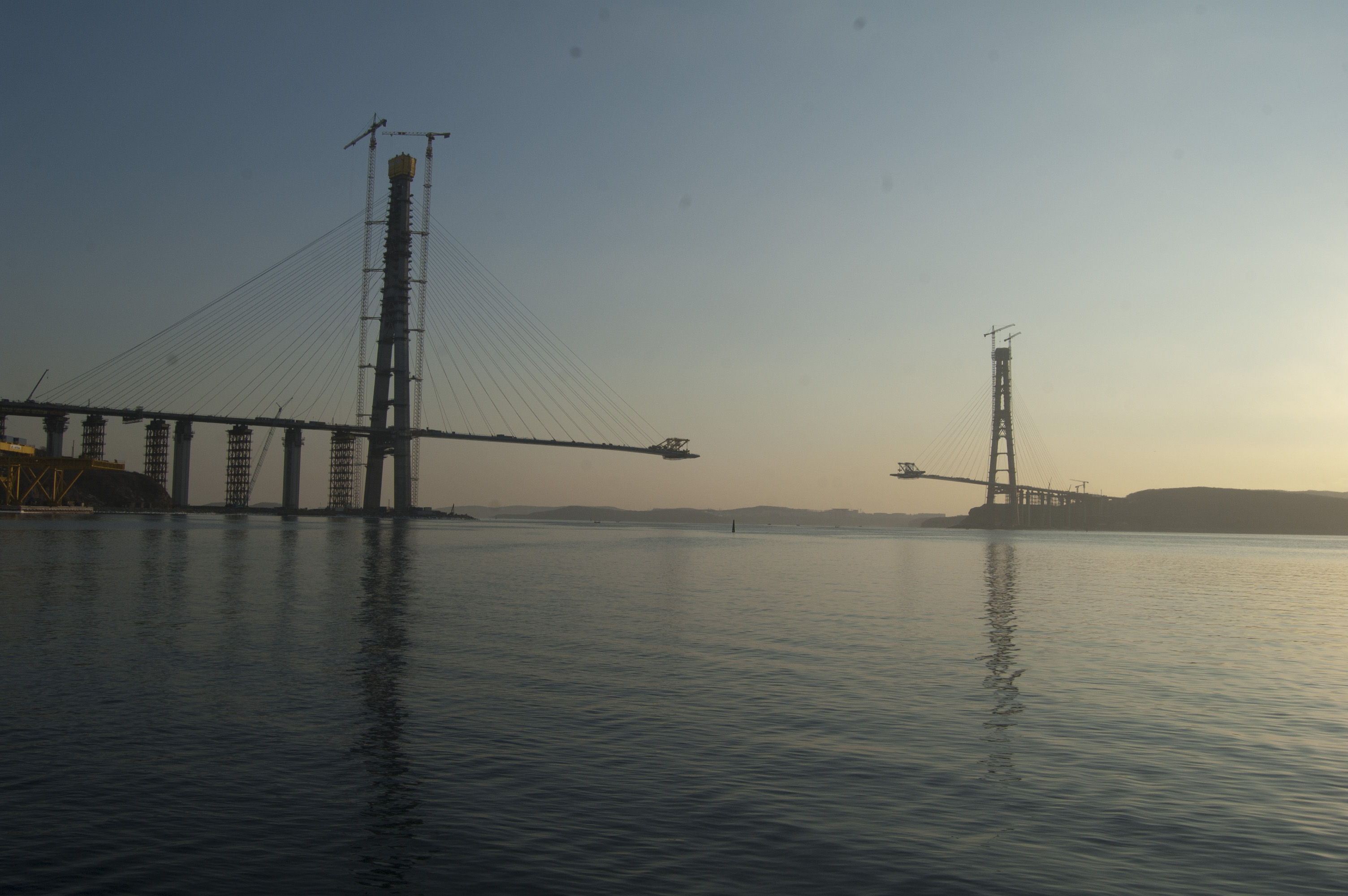
Декабрь 2011

Мост на видах Владивостока
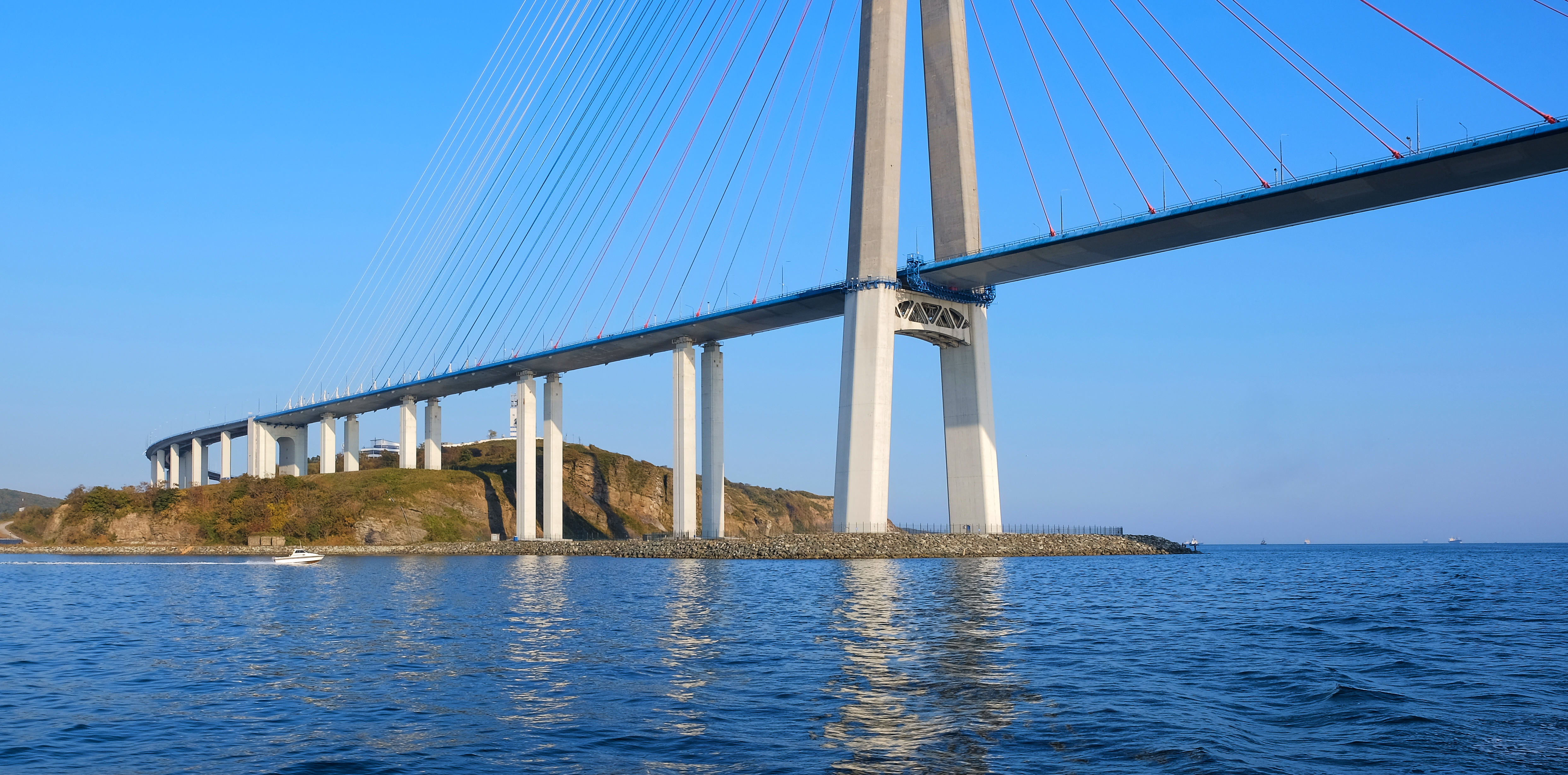
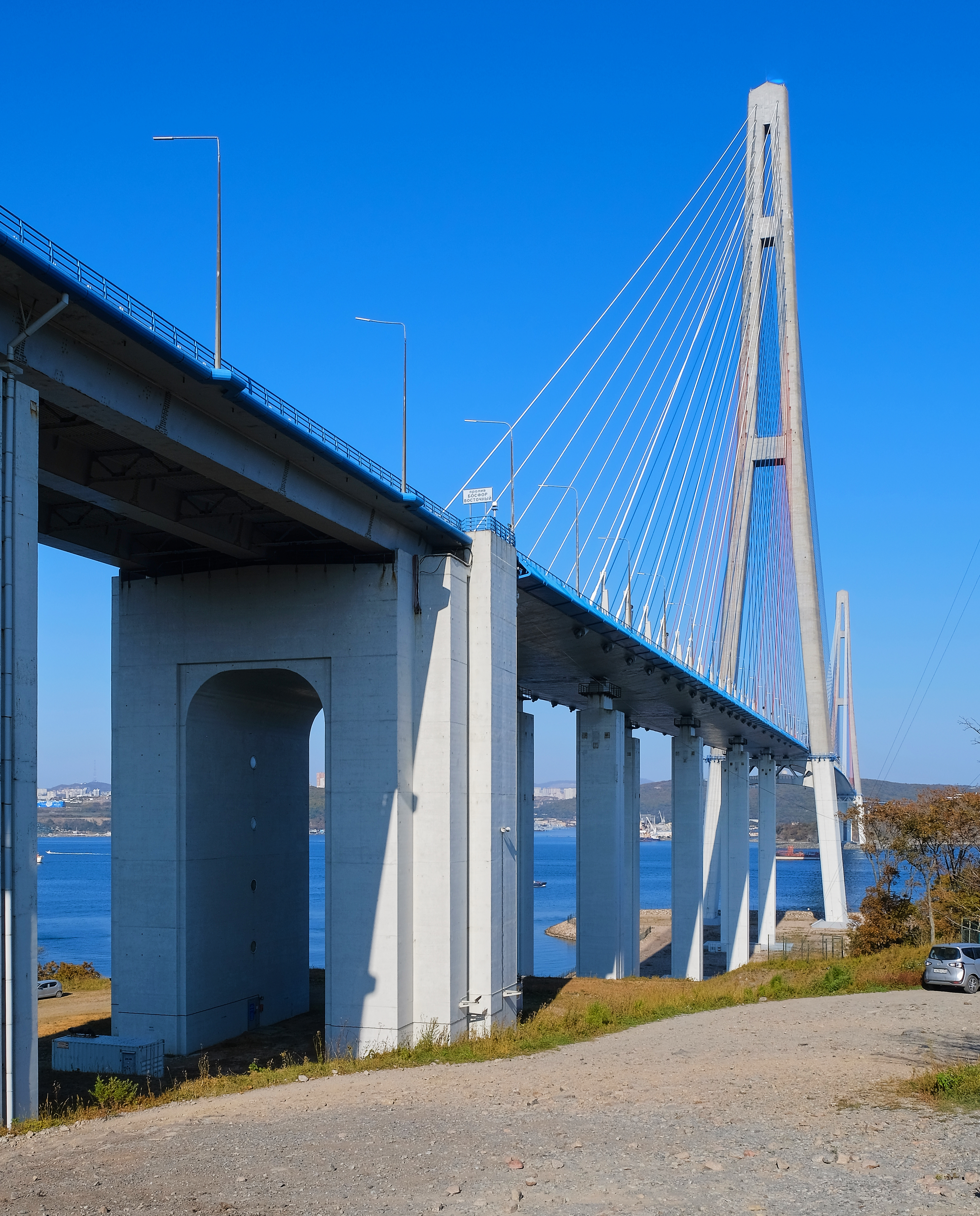
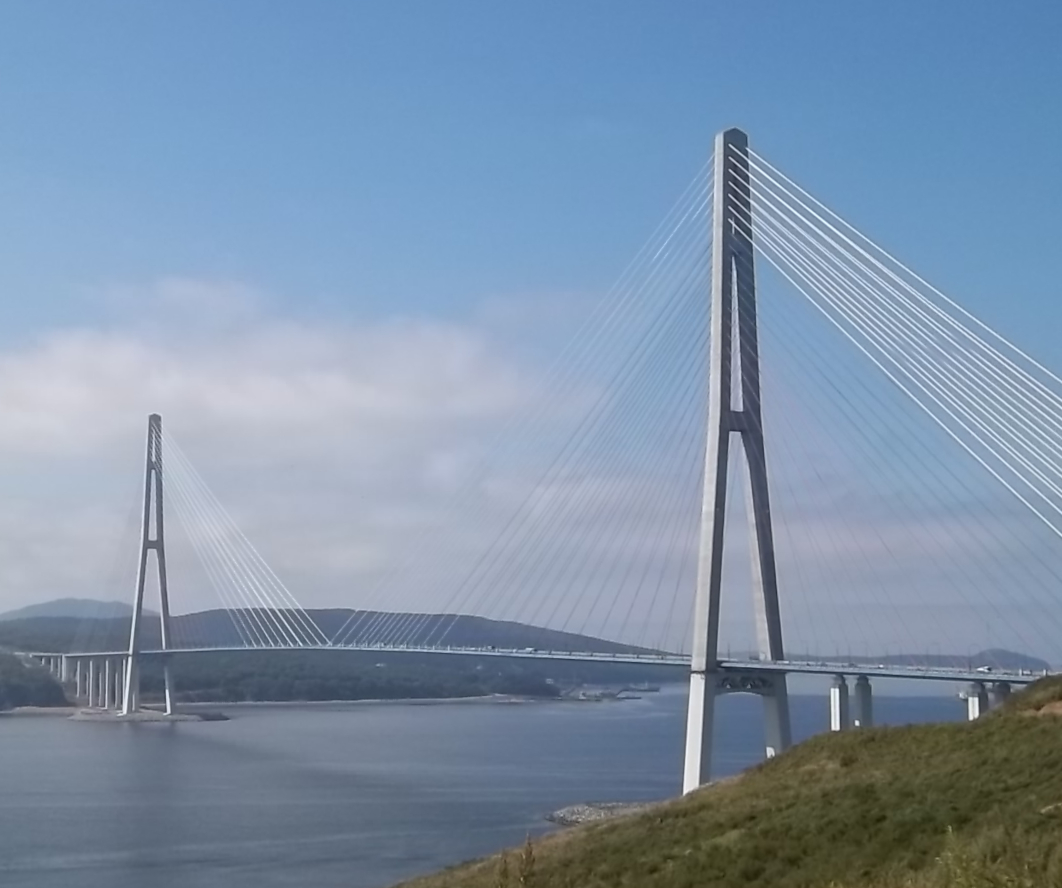
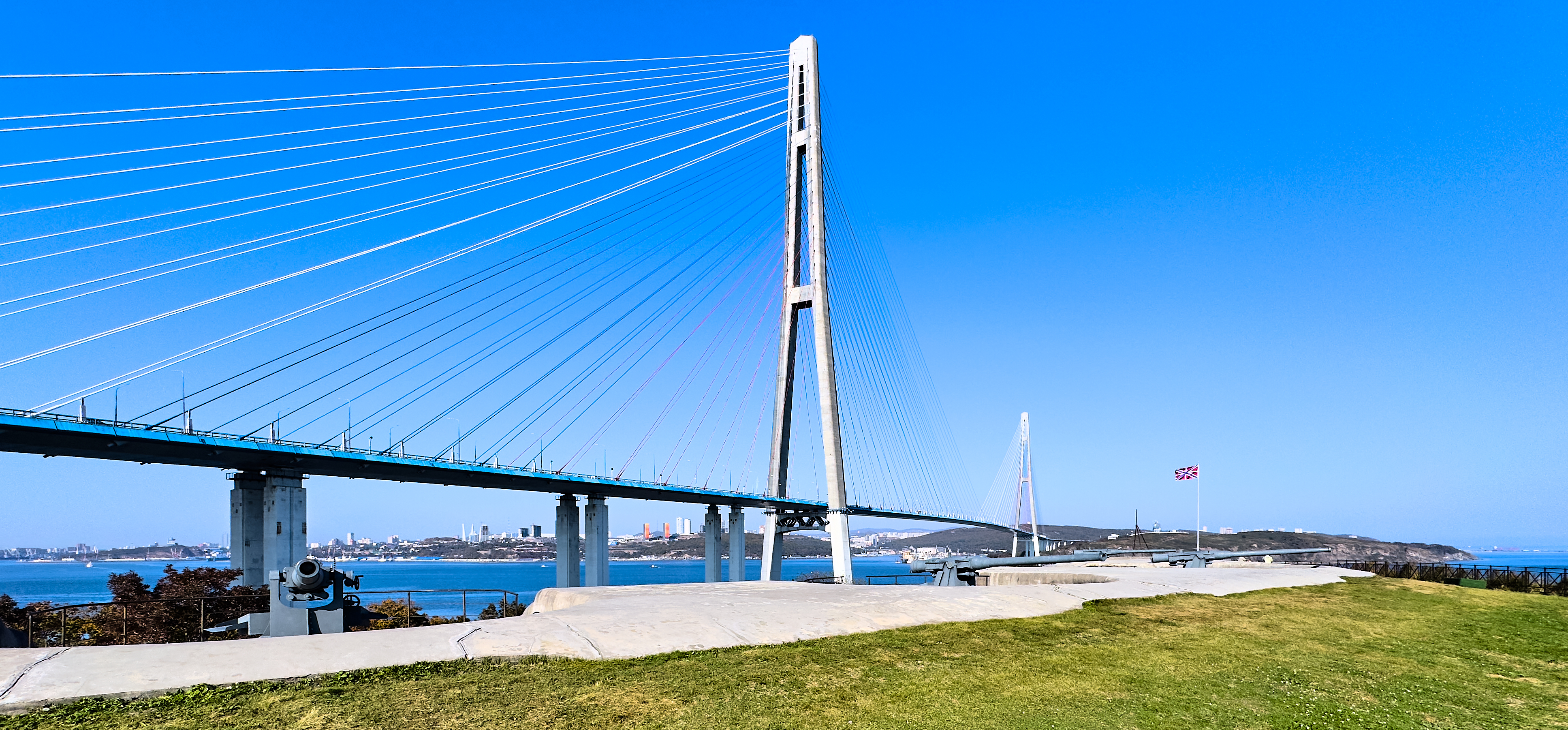
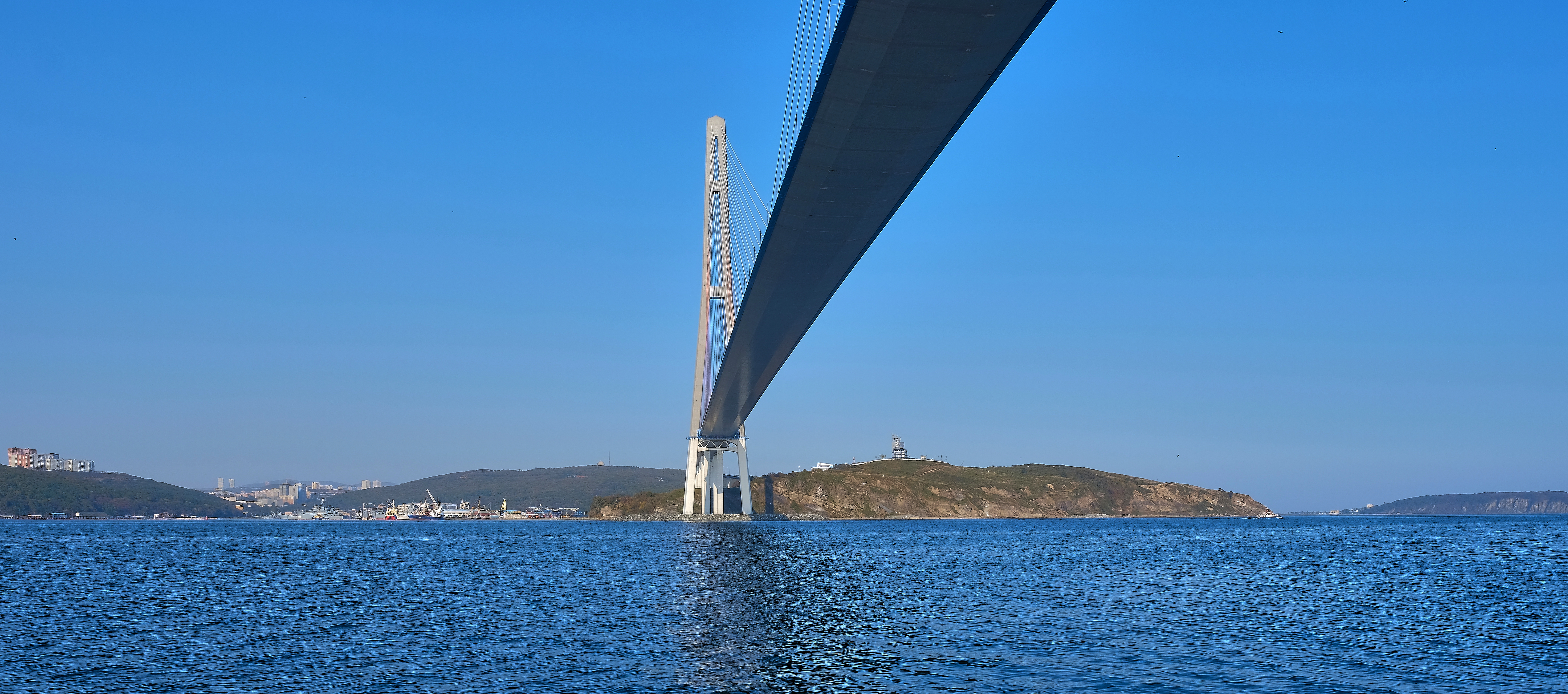
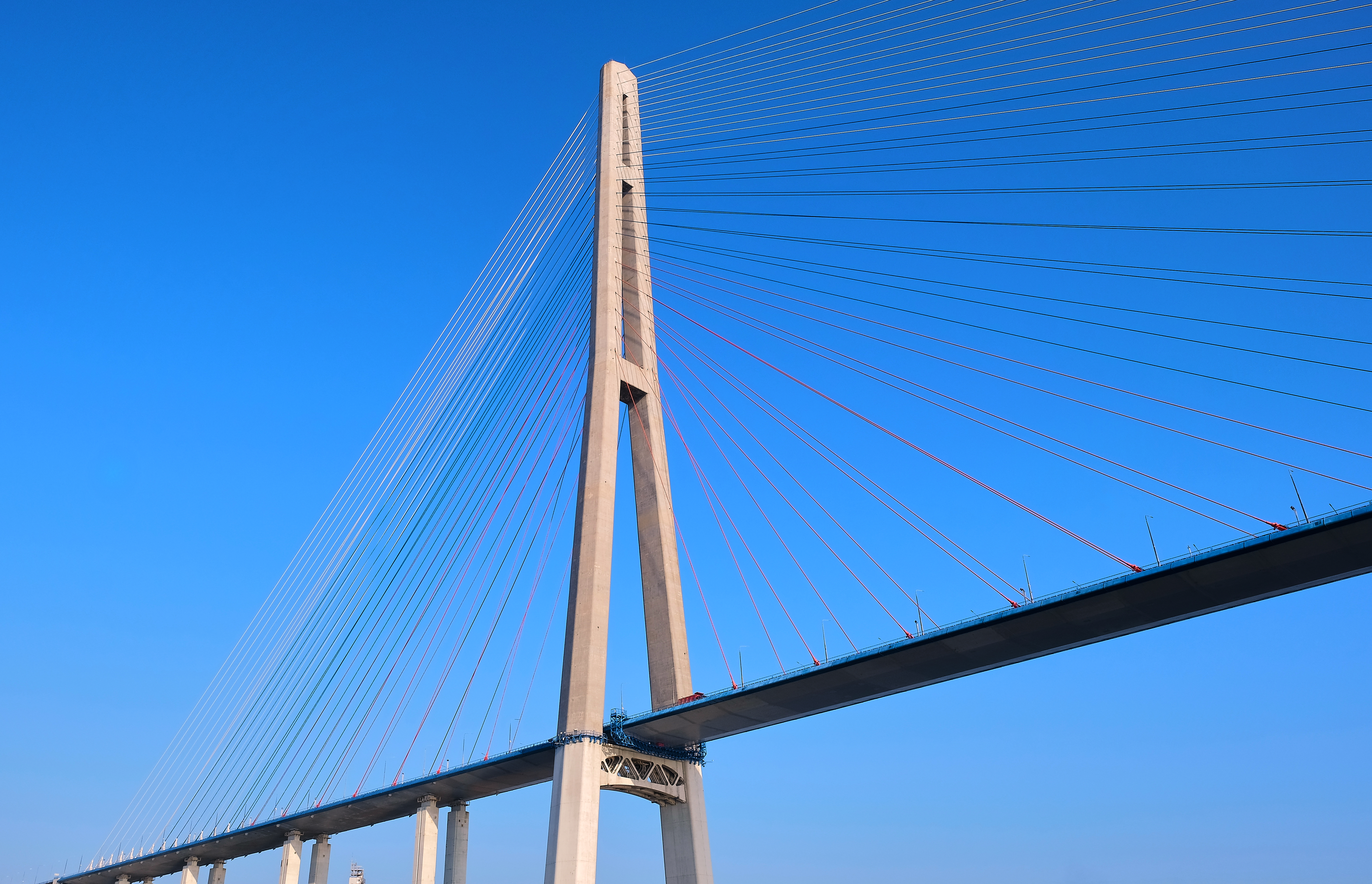
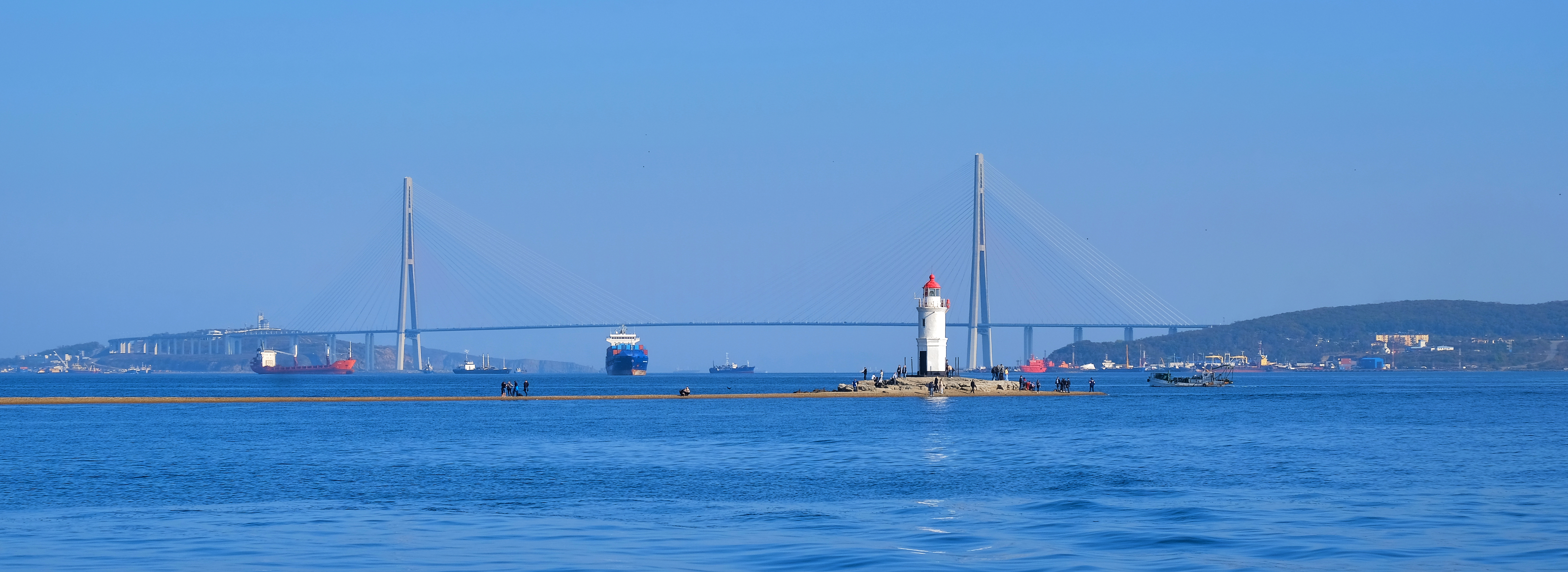
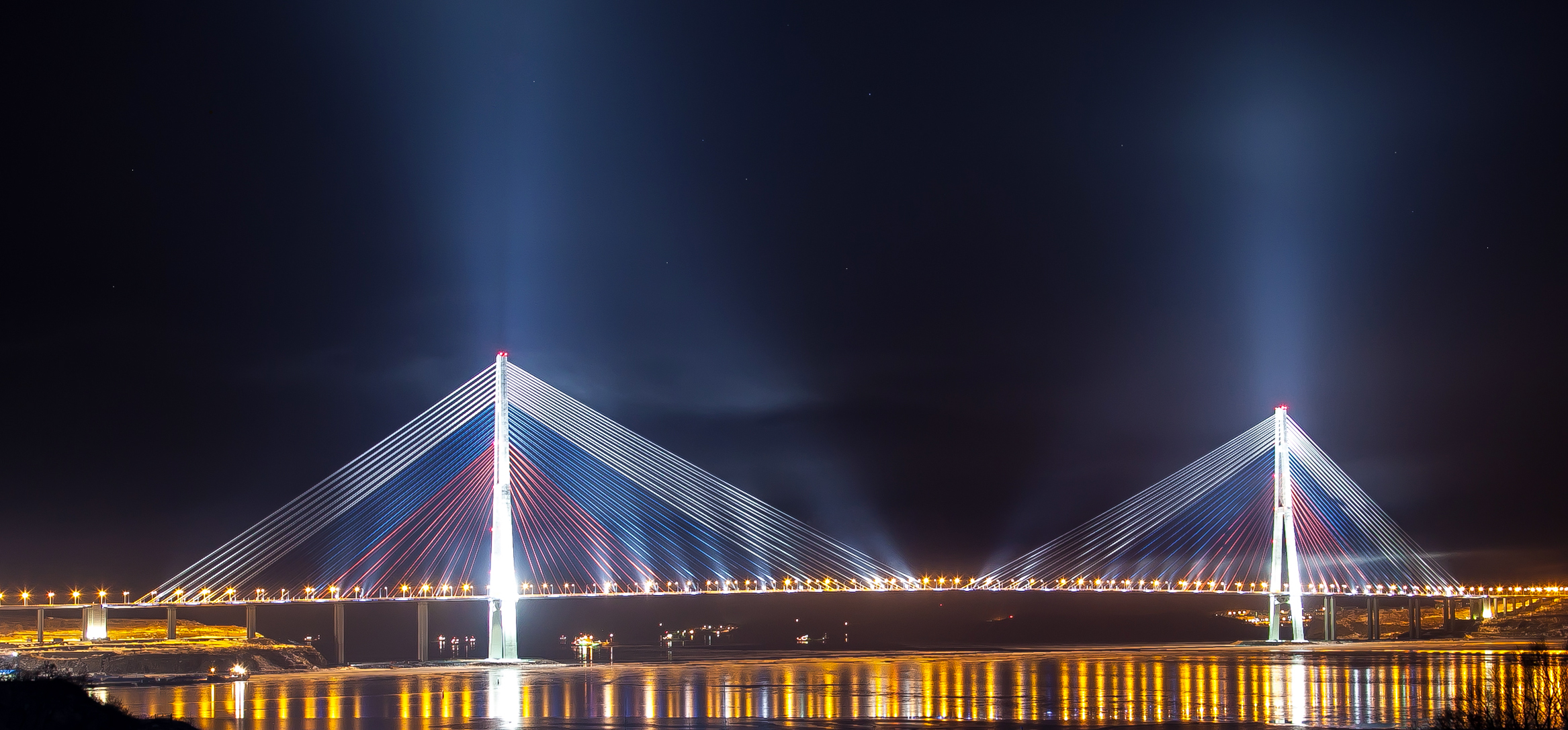
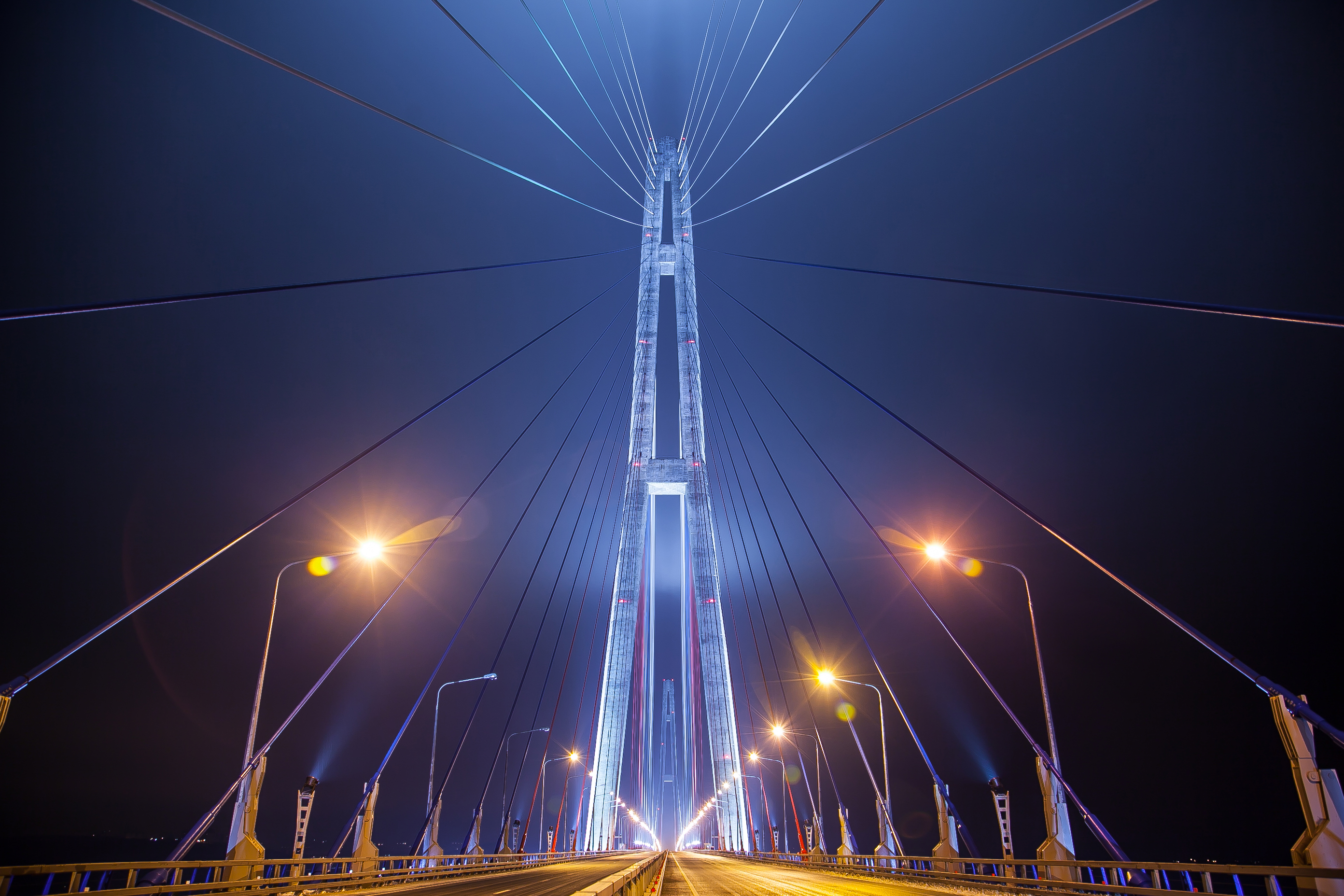